# Shizukuishi
Shizukuishi (雫石町?) è una cittadina giapponese della prefettura di Iwate.